# 本·巴雷斯
本·巴雷斯（英語：Ben A. Barres，1954年9月13日—2017年12月27日）是美國史丹佛大學的神經生物學家。他的研究集中於 神經系統中神經元與神經膠質細胞間的交互作用。從2008年開始，他擔任史丹佛大學醫學院神經生物學系系主任。他於1997年成為一位跨性別男性，並於2013年成為美國國家科學院第一位公開轉性的科學家。

## 早期生活與教育
巴雷斯於1954年9月13日出生在美國新澤西州的西奧蘭治（West Orange），出生時性別為女性，被父母命名為芭芭拉。小時候，他的推銷員父親和身為家庭主婦的母親認為他的個性像是一個小男生。後來，他上了一所位於西奧蘭治的學校，在數學和科學方面表現出色，並使他的八年級老師杰夫瑞·戴維斯對他留下深刻的印象。他先於1976年獲得麻省理工學院的生物學學士學位，於1979年獲得了達特默斯醫學院的醫學學位（MD），並在威爾·康奈爾醫學學院進行住院醫師的訓練。在住院醫師訓練期間，巴雷斯發現一般人缺乏關於神經退行性變的原因與治療方法的知識。研究病理學報告時，他注意到神經退行性變與大腦中神經膠質細胞間不規則排列方式的相關性，並引起了他的興趣，為此他辭去了哈佛神經科學研究的工作。他於1990年獲得了神經生物學博士學位，然後在倫敦大學學院的馬丁·拉夫（Martin Raff）那裏進行博士後培訓 。1993年，巴雷斯進入了史丹佛醫學院神經生物學系。在1997年轉為男性後，巴雷斯發表了在科學領域中所發生關於性別歧視的文章，並於2008年被任命為史丹佛大學神經生物學系主任。

## 研究
巴雷斯在許多的期刊上發表自撰或與他人共同撰寫的論文，著作見諸《自然-神經科學》、《神經元》、《科學》、以及《細胞》等期刊。他的研究涉及對哺乳類動物神經膠質細胞的中樞神經系統研究，包括其功能和發育的探索。
他的一些早期工作研究了脊椎動物神經系統的發育，包括為什麼它們的許多神經元在與它們的目標形成連接後很快就死亡以及它們為何無法生存。這些研究顯示為何這些細胞的程式性死亡(PCD)、 凋亡、會以如此巨大的規模發生。此外，他的研究流程，像是軸突髓鞘形成的先决条件及其后果和包括寡突膠質細胞在內的神經膠質細胞形成過程中各種信號分子如甲狀腺激素和 視黃酸的相互作用。
在史丹佛大學的早期，巴雷斯發現神經膠質細胞在神經元的形成，發育，成熟和再生中的重要性。 他的實驗室還發現並開發了用於純化和培養視網膜神經節細胞和與其相互作用的神經膠質細胞的方法，包括視神經的寡突膠質細胞和星形膠質細胞。
當21世紀即將來臨之際，他繼續研究神經膠質細胞及其產生新神經元的能力背後的機制。他研究了神經膠質細胞對突觸的控制以及內皮細胞對星形膠質細胞的分化。 他研究了Id2蛋白在控制寡突膠質細胞發育中的作用，並確定去除該蛋白會導致寡突膠質細胞過早的成熟。
在2010年代，巴雷斯的研究重點有四個，第一是使用免疫淘選（immunopanning），免疫組織化學染色法（immunohistochemistry）, 組織培養（tissue culturing）, 和膜片鉗（patch clamping）等技術以闡明蘭氏結和髓鞘的發育調控中細胞間的相互作用；第二，確定神經膠質細胞在突觸形成和功能中發揮何種作用；第三，辨識促進視網膜神經節生長和存活的信號，以及這些信號如何在創傷後重新生成；第四，確定灰質星狀膠質細胞的功能和發育機制。 在這些目標中，他的實驗室發現了許多新的神經膠質信號，用於誘導髓鞘形成，軸突鈉通道聚集和突觸形成過程。 此外，他的實驗室還對這些新信號的性質及成分進行分析。

## 性別歧視的經歷
巴雷斯曾敘述他在麻省理工學院所遭遇的性別歧視經歷。他曾在解決了一個困擾許多男性學生的數學難題後，被教授指責說是他的男友解決了這個問題。 他是班上最優秀的學生，但他發現找不太到願意指導他的教授。 在申請獎學金時，當時已有六篇著作巴雷斯，竟輸給一個只有一篇著作的男生。在哈佛大學就讀博士班期間，巴雷斯與另一名男學生角逐一場科學競賽。院長私下對他說：“我已經看過你們兩個的履歷，你肯定得獎的；你的申請內容優秀太多了。”然而最後，該獎項卻授予另一名男子，但一年後，該名男子便淡出學界。
在轉換性別後，巴雷斯曾察覺到某些未曾注意到關於他性別定位的人，相對於他的女性身分時，通常給他更高的尊重與評價。當巴雷斯第一次以男性身份完成一場講座活動後，某名學者的談話曾無意間被聽到：「我認為巴雷斯今天的內容非常出色，比他妹妹講的好得太多了。（編：由於這位學者將他誤認）」2012年，當他回想起自己做出性別轉換的決定時，他曾發表以下內容：
在十五年前，當我做出轉換性別的決定時，那時我毫無任何參考的對象或目標。那時我以為只能在性別認同和職業生涯當中選擇其一。當我做出性別轉換的決定時，我以為我的職業生涯也許即將畫上句點。此外當時我所認真考慮過的另一個選項，其實是了結自己的生命。因為我感覺無法再以芭芭拉的身份繼續下去我的人生了。
巴雷斯對經濟學家勞倫斯·薩默斯等人持批評態度，因為這些人聲稱，在科學和工程學教授職位中，女性人數少於男性的一個原因可能是此類工作需具備很高的「內在才能」，而擁有此特質的女性人數少於男性。他公開發表演講，講述有關他成為跨性別男性以及他在1997年轉變性別認同的經歷，還有他身為男性科學家和女性科學家所遭遇的差別對待。

## 逝世
在被診斷出患有胰腺癌約20個月後，巴雷斯於2017年12月27日在其位於加州帕洛阿爾託（Palo Alto, California）的家中去世。巴雷斯的手足當中有他的姐妹珍妮（Jeanne）和佩吉（Peggy），以及哥哥唐納德（Donald）還活著。

## 獎項與榮譽
巴雷斯的研究獎項包括生命科學研究獎，克林根斯坦獎學金（Klingenstein Fellowship Award），麥克奈特研究人員獎（McKnight Investigator Award），和塞爾學者獎（Searle Scholar Award）。
他還獲得了教師獎：Kaiser傑出教師獎，以表彰其對醫學教育的創新和傑出貢獻。2008年，他獲得了Mika Salpeter終身成就獎。
他是里夫基金會脊髓損傷國際研究聯盟（Reeve Foundation International Research Consortium）的成員。
他是Annexon生物科學公司的聯合創始人，這是一家製造減緩老年癡呆症和其他神經系統疾病藥物的公司。
他是2011年美國科學促進協會的成員並當選為院士。
2013年，他當選為美國國家科學院院士，並成為首位公開變性人。
他與生物化學家湯姆·傑西爾（Tom Jessell）一起在聖地牙哥舉行的2016年神經科學學會（Society for Neuroscience，SfN）會議上被授予拉爾夫·W·杰拉德神經科學獎（Ralph W. Gerard Prize）。